# Microseris sylvatica
Microseris sylvatica là một loài thực vật có hoa trong họ Cúc. Loài này được (Benth.) Sch.Bip. mô tả khoa học đầu tiên năm 1866.